# التربية بالارتباط

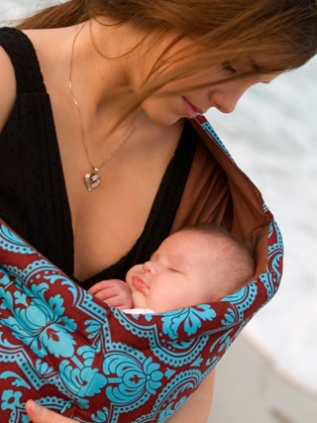
ينصح ويليام سيرز الأمهات بأن يحملن أطفالهن الرضع بالقرب من أجسادهن كلما كان ذلك ممكناً.

التربية بالإرتباط، بالإنجليزية Attachment parenting (AP)، هي فلسفة تربوية تقترح أساليب تهدف إلى تعزيز الارتباط بين الأم والرضيع، ليس فقط بالتعاطف وتلبية الاحتياجات، ولكن أيضاً بالتقارب الجسدي واللمس المستمر، وهذا المصطلح صاغه طبيب الأطفال الأمريكي ويليام سيرز.
تعتبر التربية بالإرتباط في علم اجتماع العائلة مظهر من أبرز المظاهر في الأمومة المكثفة أو الأمومة الجديدة، ومن ثمَّ لاقت هذه الفلسفة انتقاداتٍ من الكثير من المعارضين.[بحاجة لمصدر]

## تاريخها

### المضمون
التربية بالإرتباط هي واحدةٌ فقط من العديد من فلسفات التربية بالحب التي دخلت التيار بعد الحرب العالمية الثانية، وتدين بالعديد من أفكارها لتعليمات السابقين مثل كتيب بنجامين سبوك المؤثر (رعاية الطفل والمولود) 1946، وقد نصح سبوك الأمهات بتربية أبنائهنَّ وفقاً لسجيتهن وفطرتهنَّ، مع الكثير من الاتصال الجسدي، المبدأ التوجيهي الذي خالف جذريًا الفلسفات السابقة لـ ايميت هولت وجون ب واستون، وقد أصبح كتابه من الأفضل مبيعاً، وأثَّر مفهومه الجديد لتربية الأطفال تأثيراً كبيراً على تنشئة الأجيال مابعد الحرب.
وبعد ثلاثون سنة، أثارت جان ليدلوف «مفهوم الإستمرارية» والذي عُرض للعامة في كتابها الذي حمل نفس الاسم (1975)، وقد درست ليدلوف في فنزويلا عن شعب ياكوانا، وبعد ذلك أوصت الأمهات الغربيات بأن يرضعن ويلبسن أبنهائهنَّ الرضع وأن يتشاركن السرير معهم، وقالت بأن الرضَّع لم يصلوا للحداثة بعد، فطريقة الاعتناء بالأطفال الحالية - مع الرضاعة الصناعية وأسرة الأطفال والعربيات - لا تلبي احتياجاتهم.
وفي 1984، نشرت عالمة نفس النمو أليثا سولتر كتابها الذي تحدث عن الفلسفة التربوية، والتي تحث فيها على الارتباط وامتداد الرضاعة الطبيعية، والابتعاد عن العقاب، على غرار ما قاله ويليام سيرز لاحقاً، إلا أنها أكدت على نقطة تشجيع التعبير العاطفي لعلاج الضغوطات والصدمات النفسية.
وفي 1990، ساهم تي بيري برازيلتون في أبحاثٍ عن قدرة الطفل الرضيع بالتعبير عن نفسه وعن مشاعره، وأهمية توعية الآباء عن هذه الإشارات، وحثهم بأن يتبعوا فطرتهم.

### الأصل
أتى وليام سيرز بمصطلح «التربية بالإرتباط» في 1982 من خلال قراءته لليدلوف.
في 1993، نشر ويليام سيرز وزوجته مارثا سيرز كتابهما «كتاب الطفل» والذي أصبح الدليل الشامل لآباء التربية بالإرتباط.
وأول منظمة للتربية بالإرتباط هي التربية بالإرتباط العالمية، والتي تأسست في عام 1994 في مدينة ألفاريتا في جورجيا، أسستها ليزا باركر وباربرا نيكلسون، وأول كتابٍ حمل مصطلح التربية بالإرتباط في عنوانه كتبته تامي فريسل-ديبي، أمٌ أعطت تجاربها الشخصية وتجارب صديقاتها ومعارفها، ومن ثمَّ تبعتها المدوِّنة كيتي أليسون جرانجو بكتابٍ آخرٍ، والذي ساهم وليام سيرز في مقدمته، قبل أن ينشر كتابه بالتعاون مع زوجته مارثا سيرز في 2001.

## عملياً

### قراءة الطفل
يعلِّم وليام سيرز أن ارتباط الأم والطفل القوي يبرز في حالات الطوارئ، وهذا هو التناسق العاطفي بين الأم والطفل، والتي تقوم مرةً أخرى على حساسية الأم، فهي «تقرأ» إشارات رضيعها.

#### رابطة الولادة

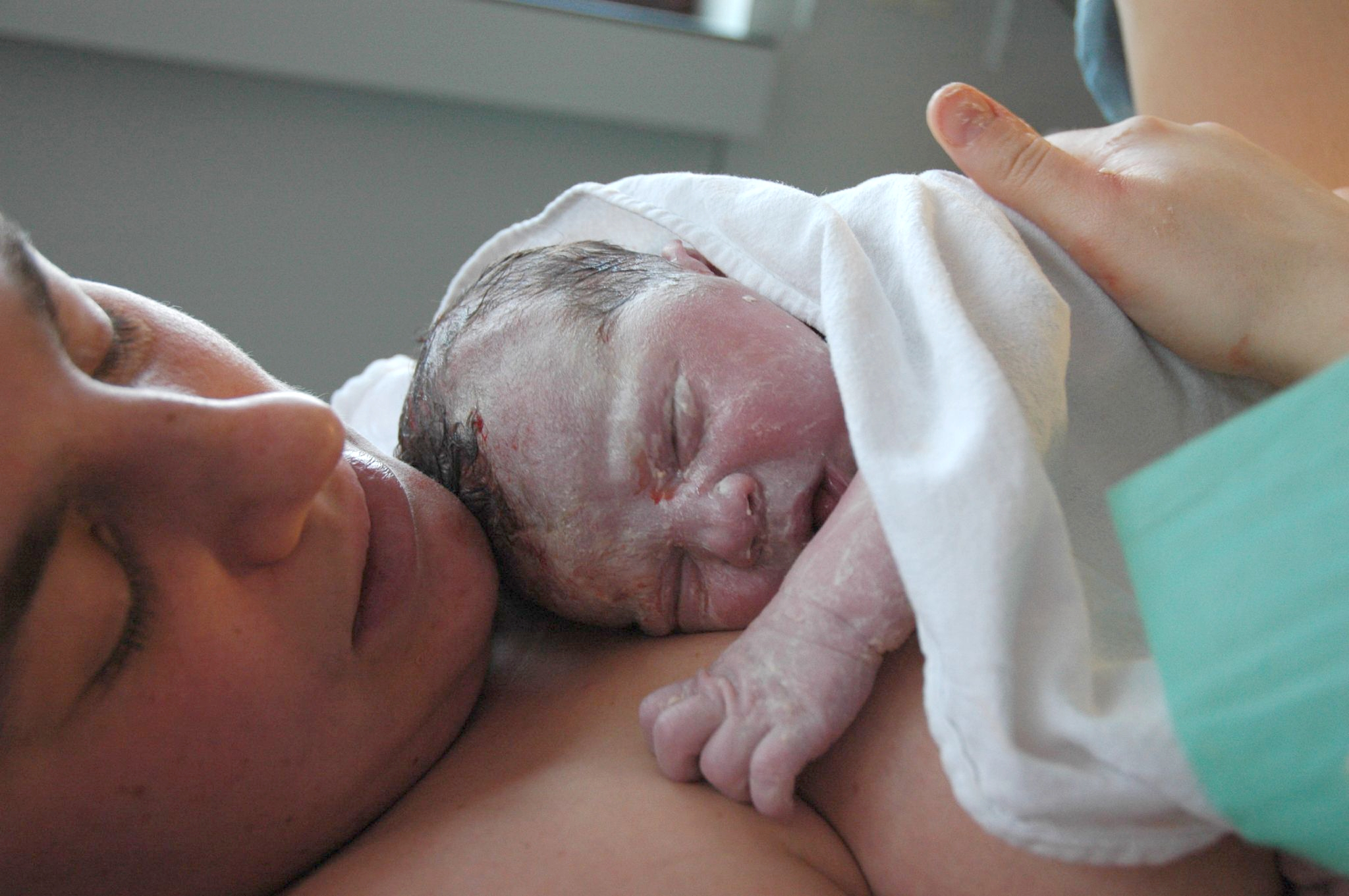
أم مع طفلها حديث الولادة

رابطة الولادة هي أن يتصل الرضيع بأمه مباشرةً بعد الولادة. يعتقد ويليام سيرز بوجود فترةٍ زمنيةٍ وجيزةٍ مباشرةً بعد الولادة، حيث يكون الرضيع خلالها في «حالة تأهبٍ هادئةٍ» ويمكن الوصول إليها بشكلٍ خاصٍ للرابطة، ويشير لرابطة الولادة بـ «الختم»، مستنداً على دراسة مارشل كلاوس وجون كينيل 1967، إلا أنهما عدلا افتراضاتهما الأصلية بما فيها ما استشهد به سيرز، وينصح سيرز الأمهات بأن يبتعدن عن المسكنات أثناء الولادة، لأنها تخدر الطفل وتؤثر أيضاً على رابطة الولادة.

#### الرضاعة الطبيعية
يعتقد وليام سيرز بأن الرضاعة الطبيعية تكيّف بشكلٍ كبيرٍ ارتباط الأم والطفل، لأنها تؤدي إلى إطلاق هرمون أوكسايتوسين عند الأم، والذي يدعم رابطتها العاطفية مع الطفل، ولاسيما في العشرة أيام الأولى بعد الولادة، بعكس الرضاعة الصناعية والتي تعطى كل 3 إلى 4 ساعات. فالرضاعة الطبيعية تمكّن الأم أيضاً من إدراك مزاج الطفل وحاجاته بالضبط. وبما أن فترة نصف حياة هرمونات البرولاكتين والأوكسايتوسين (والتي تعزز الترابط) قصيرةٌ جداً، يوصي سيرز بالرضاعة الطبيعية بإستمرار، على وجه الخصوص حديثي الولادة (8 إلى 12 مرةً في اليوم)، ويدَّعي أنه من الساعة 1 إلى 6 صباحاً هي الساعات الأكثر فائدةً في الرضاعة الطبيعية، وعلى العموم يرى سيرز أن الرضاعة الطبيعية مفيدةٌ لكلٍ من الأم والطفل، ويقول بأن الرضع إلى 6 أشهر يجب أن تكون رضاعتهم طبيعيةً حصريًا، لإيمانه أنهم حتى هذا العمر يتحسسون من بقية الأطعمة.
وينصح وليام وزوجته الأمهات بأن يرضعن كل طفلٍ من سنةٍ إلى 4 سنواتٍ.

#### ارتداء الطفل

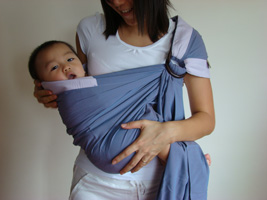
طفل في شيالة

ينصح سيرز الأمهات بأن يلبسن أطفالهن إلى أجسادهن أطول فترةٍ ممكنةٍ خلال اليوم في شيالةٍ على سبيل المثال، ويعتقد أن بهذه الطريقة يكون الطفل سعيداً، وتستطيع الأم أن تشرك طفلها في كل شيءٍ تعمله ولا تغفل عنه أبداً. وينصح الأمهات العاملات بأن يحملن أطفالهن على الأقل 4 إلى 5 ساعاتٍ كل ليلةٍ لتعويض غيابها خلال اليوم.
وفي عام 1990، أطلق فريقٌ بحثيٌ من نيويورك، دراسةً عشوائيةً بأن أطفال أمهات الطبقة الدنيا والذين يقضون الكثير من الوقت في حمالةٍ على أجساد أمهاتهم، لديهم ارتباطٌ آمنٌ أكثر من الأطفال الذين يقضون أغلب وقتهم في كرسيٍ للأطفال.
ويعتقد سيرز بأن ارتداء الطفل مفيدٌ في اكتساب اللغة، إلا أنه لا يوجد دراساتٌ تثبت ذلك.
ومن المعروف أن ارتداء الطفل يهدئه، فالطفل الذي يُحمل بالقرب من جسد الأم في الستة أسابيع الأولى من عمره يبكي أقل ممن لا يُحمل.

#### مشاركة السرير

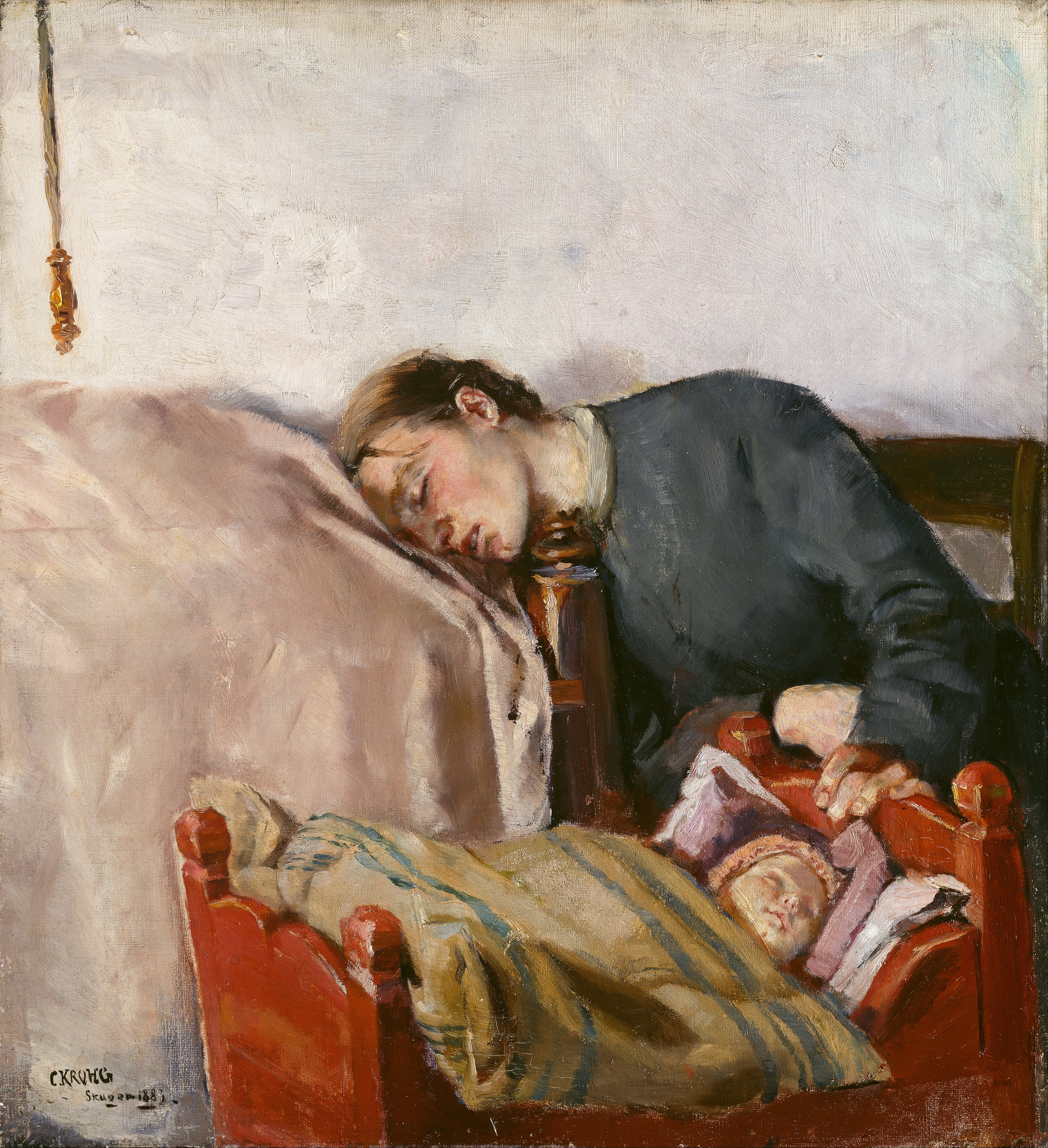
كريسيتيان كروغ: أم وطفل، 1883

يقول وليام سيرز بأن أي طريقة نومٍ تتخذها العائلة مقبولةٌ طالما أنها تناسبهم، إلا أنه ينصح الأم بالنوم بالقرب من طفلها، فهو يعتقد بأن مشاركة السرير هو الأسلوب المثالي وهو بمثابة ارتداء الطفل ولكن في الليل، وباعتقاده أنه يجعل الرضاعة الطبيعية أسهل، ويمنع من قلق الانفصال لدى الطفل والموت المفاجيء لا سمح الله، وهو مقتنعٌ أيضاً بأن الأم والطفل بالإضافة للرضاعة الليلة المستمرة، سيحضون بنومٍ أفضلٍ إذا ناموا سوياً.
ولا يرى سيرز مشكلةً بأن يظلّ الطفل ذو الثلاث أعوام يشارك أمه السرير كل ليلةٍ، ولا بأن يستمر في الرضاعة من أمه طوال الليل، إلا إذا كانت الأم لا تشعر بالارتياح، ويؤكد على الأمهات العاملات بأن يتشاركن السرير مع أطفالهن ليعوضن غيابهن أثناء النهار.
متلازمة الموت المفاجيء نادرة الحدوث، ومع ذلك فقد اكتشف جيمس جي ماكينا أن مشاركة السرير لا تنظم نوم الطفل مع الأم فحسب، وإنما تنظم تنفسهم أيضاً، مما يقلل حدوث الموت المفاجئ. ولكن مازالت هناك دراساتٌ تقول بأن مشاركة السرير تزيد من حدوث الموت المفاجئ، ودراساتٌ تقول بأن مشاركة السرير لا تؤثر إيجاباً أو سلباً. وأما منهج الأكاديمية الأمريكية لطب الأطفال لمنع الموت المفاجيء فهو ضد مشاركة السرير، ولكنه يحث على مشاركة الطفل الغرفة.

#### «البكاء أداة ارتباط»

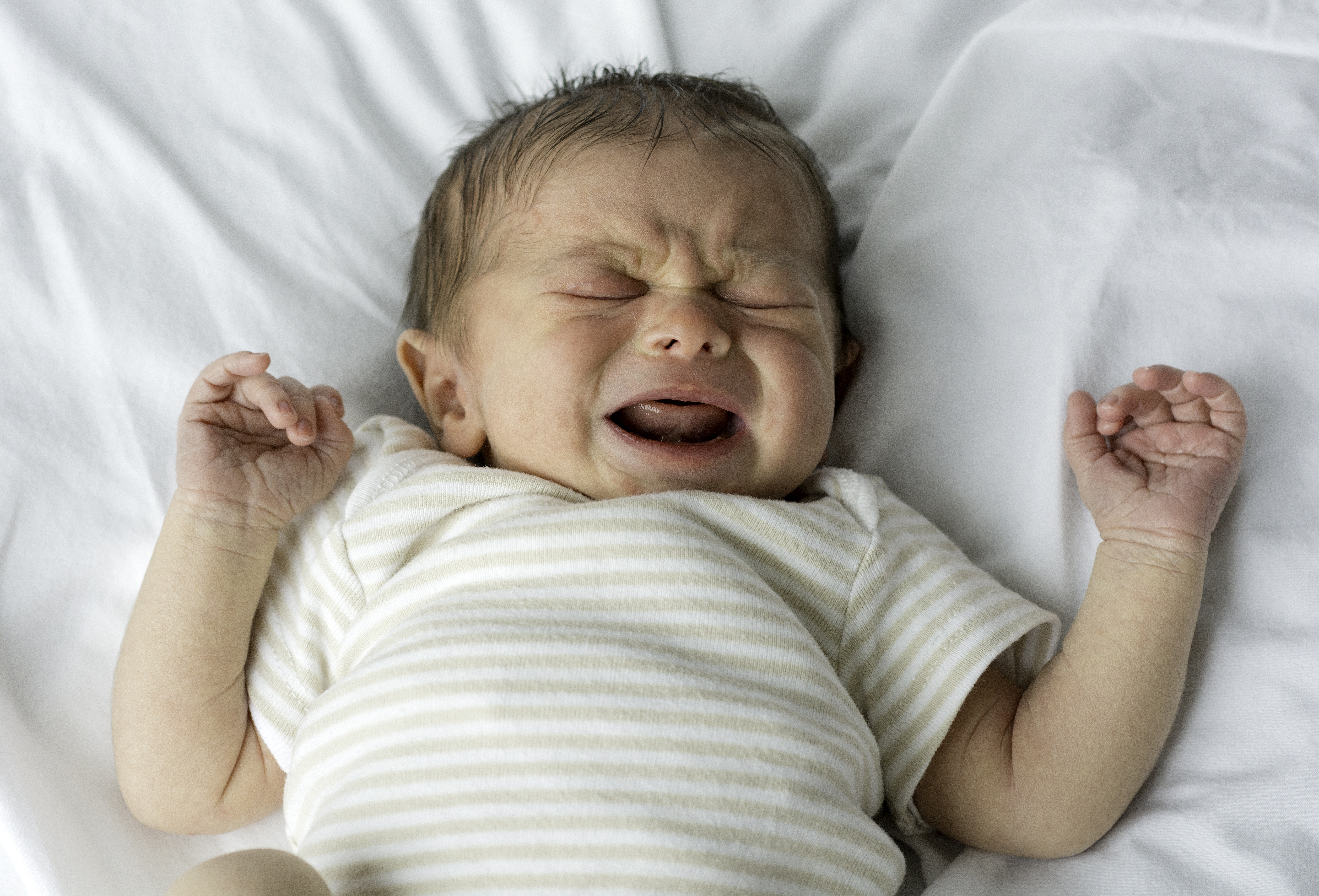
رضيع يبكي

يرى وليام سيرز بأن البكاء هو المعنى الأساسي لتعبير الطفل عن نفسه، ويواجه الآباء تحدياً في قراءة البكاء، فينصح سيرز بمنع البكاء، وينصح الآباء ليس فقط بالرضاعة الطبيعية وارتداء الطفل ومشاركة السرير كلما كان ذلك ممكنًا، ولكن أيضاً بالاعتياد على التجاوب للإشارات المبكرة فلا يحدث البكاء من الأصل،
بشكلٍ عامٍ، يقول سيرز بأن الرضع لا يجب تركهم يبكون لأن ذلك سيؤذيهم، إلا أن هناك دراسةٌ في بداية 1962 تؤكد بأن البكاء لا يؤثر عاطفياً ولا جسدياً على الرضع.

#### لا لتدريب النوم
يعطي وليام سيرز سببين لعدم تدريب الرضع على النوم، أولاً لأنها تستنزف الأم عاطفياً، ولأن الرضيع لا ينام أفضل ولكنه يفقد الشعور، حاله تسمى بـ«متلازمة الانطفاء»، إلا أن هذه الحالة لاوجود لها علمياً.
ويرى سيرز بأن دعاة تدريب النوم هم غير كفؤ مهنياً، وتوجهاتهم تجارية، ولايوجد أي دليلٍ علميٍ بأن تدريب النوم مفيدٌ للأطفال، وبالرغم من أنه منذ عام 1990 أظهرت عدة دراساتٍ بأن تدريب النوم وسيلةٌ سهلةٌ وفعالةٌ لخلق عادات نومٍ صحيةٍ للرضع، إلا أنه لا يعترف بها.

#### التوازن
بالنسبة للوالدين، وخاصةً الأمهات، فإن التربية بالإرتباط هو أسلوبٌ مرهقٌ ومتطلبٌ أكثر من غيره من أساليب التربية الحديثة، مما يضع مسؤوليةً عاليةً عليهم دون السماح بالدعم من العائلة والأصدقاء. ويدرك سيرز مدى صعوبة الأساليب، ويقترح عدة حلولٍ لمنع الإرهاق العاطفي للأم، مثل تحديد الأولويات، وتفويض الواجبات والمسؤوليات، وتبسيط الروتين اليومي، والتعاون بين الزوجين. وينصح سيرز بالذهاب لطبيبٍ نفسيٍ إذا لزم الأمر، مع المحافظة على التربية بالإرتباط مهما حدث.

### السلطة الأبوية
يقول سيرز بأن عائلات التربية بالإرتباط يمارسون نوعًا متطورًا ومرضيًا من التواصل، والذي يجعل الأباء غير مضطرين أساساً لاستخدام ممارساتٍ مثل العقاب، كل ما يلزم هو مجرد عبوس! فهو يؤمن بأن الأطفال الذين يثقون بآبائهم متعاونون ولا يقاومون توجيه الوالدين.

## نظرياً

### إدّعاء
كما ادعى بنجامين سبوك من قبلهم، يعتبر وليام ومارثا سيرز فلسفتهم التربوية بأنها الفطرة والغريزة السليمة للتربية، وعلى عكس سبوك الذي أتى بأفكاره من عالم النفس فرويد، فإن سيرز في الحقيقة لم يبدأوا من نظرية، وإنما أتوا بأفكارهم من انطباعاتهم الشخصية.
وبالرغم من عدم وجود نظريةٍ متسقةٍ، إلا أن وليام ومارثا يعتبرون التربية بالإرتباط مثبتة علمياً.

### المصطلحات الأساسية والنقد
يعتبر النقاد عدم وجود أساسٍ نظريٍ ثابتٍ مأخذًا وقصورًا في مفهوم التربية بالارتباط، لا سيما الافتقار إلى وجود تعريفاتٍ دقيقةٍ للمصطلحات الأساسية.

### الحساسية
قدم فرانز ميسمر مفهوم الضبط العاطفي الدقيق المتبادل في علم النفس تحت مصطلح «الوئام»، قبل استخدام فرويد للمصطلح في التحليل النفسي. وضع علماء السلوك وعلماء النفس التنموي المعاصرون مصطلح «الاحتمالية» الذي يصف سلوكًا محتملًا مستقبليًا اعتمادًا على التفاعل السابق بين الأم والطفل، وكذلك صاغ دانيال ستيرن مصطلح «التناغم» أيضًا.
يعتبر ويليامز سيرز التربية بالترابط نوعًا من التربية التي تتعلق باستجابة الأمهات بشكلٍ أساسيٍ، ولهذا تبنى مصطلح ماري أينسورث «حساسية الأمهات» الذي يصف توجيه اهتمام الأم كاملًا إلى الطفل (قراءة الطفل) واستجابتها بشكلٍ مستمرٍ لكل إشارةٍ يرسلها الطفل، والنتيجة هي حالة انسجامٍ بين الأم والطفل تؤدي إلى الارتباط المتبادل بينهما؛ يعتقد سيرز أن هذا التأقلم الذي تبديه الأم يبدأ خلال فترة الحمل.

### الارتباط
دُرِسَ ارتباط الطفل بالوالدين بشكلٍ جيدٍ في إطار دراسات التنمية المعرفية للرضع. قدم دونالد وينيكوت في أواخر أربعينيات القرن الماضي سردًا مفصلًا لتطور ارتباط الطفل؛ إذ يبدأ الأطفال الأصحاء بعد الشهر السادس كأقل تقديرٍ بالانفصال عن علاقة التكافل القائمة بين الطفل والأم بشكلٍ طبيعيٍ. أعطت مارغريت مالر الوصف الأدق لتطور الارتباط خلال السنوات الثلاث الأولى. لا تذكر منشورات وليامز سيرز هذه الأدبيات ذات الصلة.
لقد كان استخدام سيرز لمصطلح «ارتباط» عاميًا؛ إذ استخدمه بشكلٍ مترادفٍ مع مصطلحاتٍ مثل الثقة والوئام والتقارب والترابط وروابط الحب والاتصال: «يصف الارتباط علاقة الرعاية الكاملة بين الأم أو الأب والطفل»، ويذكر أن التعلق ينشأ من الاحتمالية، لكنه لا يميز في كتاباته اللاحقة بين الاحتمالية والارتباط، ولذلك افترض القراء أن الارتباط حالةٌ ضعيفةٌ للغاية لا تستقر أبدًا، تتطلب إعادة تأسيس وحساسية مستمرة.
يُطمئن سيرز الآباء المتبنين لاحقًا في كتابه مناقضًا أقواله: «لا تقلقوا بشأن الارتباط الذي يفوته أطفالكم في الرعاية البديلة؛ فالأطفال الرضّع مرنون للغاية».

### الارتباط المتزعزع
يشكّل إنشاء رابطٍ وثيقٍ بين الأم والطفل الهدف الصريح والمحوري للتربية بالارتباط.
وثّقت العديد من الدراسات العلمية التطور الطبيعي للارتباط بشكلٍ جيدٍ، وينطبق الأمر نفسه على التطور المنحرف أو المرضي؛ إذ وصف الارتباط المرضي أو المضطرب ضمن ثلاثة سياقاتٍ:
- قد لا يشكل الطفل في حالاتٍ شديدةٍ ونادرةٍ ارتباطًا على الإطلاق، وقد يعاني من اضطراب الارتباط التفاعلي الذي يقضي فيه المصابون طفولةً مؤلمةً للغاية بسبب الإهمال والنبذ. ومثال على ذلك هو الأطفال في دور الأيتام في رومانيا حيث يُترَك الأطفال في مراقدهم لمدة 18- 20 ساعة. يظهر الأشخاص الذين يعانون من اضطراب الارتباط التفاعلي شذوذًا عاطفيًا شديدًا وسلوكًا اجتماعيًا شديد العطب كأشخاصٍ بالغين.[31][32]
- وصفت ماري آينسورث نوعًا من الارتباط غير المنظم الذي يظهر عند الأطفال الذين عانوا من الاضطهاد، ويبدو أن هذا النوع يؤثر بشكلٍ خاصٍ على الذكور أكثر من الإناث. عندما يظهر هؤلاء الأطفال ضائقةً، لا تبدي أمهاتهم التعاطف المطلوب. ومع ذلك، لا يعتبر الارتباط غير المنظم اضطرابًا عقليًا بحسب التصنيف الدولي للأمراض، ولكنه نوع من السلوك الملاحظ في اختبار الوضع الغريب الذي وضعته ماري فقط. تشكل نسبة الاضطراب غير المنظم في العائلات المتوسطة نحو 15٪ من جميع الأطفال. وتكون النسبة أكبر بكثيرٍ في المجتمعات التي تمتلك مشكلاتٍ اجتماعية.[33][34][35]
- تتشكل المجموعة الثالثة من الارتباط الاجتنابي المتزعزع والارتباط المتناقض المتزعزع؛ وهما من الاضطرابات التي وصفتها ماري آينسورث. يتصرف أطفال الارتباط المتزعزع في اختبار الوضع الغريب إما بمعزلٍ عن أمهاتهم، أو يتقلبون بين التشبث والرفض. أثبتت بياتريس بيب (جامعة كولومبيا) في دراسة أجريت عام 2010 أن هؤلاء الأطفال يعانون من سلوك أمهاتهم باستمرار، مثل نقص التحمل، أو الإفراط في التحفيز، أو التطفل، أو التقلب. أما الأطفال الذين أبدت أمهاتهم التعاطف وكن قادرات على الاستجابة بشكلٍ مناسبٍ على تعابير أطفالهم العاطفية، فلم يُظهروا أي علاماتٍ على الضيق العاطفي. يعد الارتباط المتزعزع الذي عرفته آينسورث شائعًا للغاية، وهو ينطبق في الولايات المتحدة -على سبيل المثال- على واحدٍ من كل ثلاثة أطفال.[36]

يستخدم ويليام سيرز مصطلحات «الارتباط قليل الجودة» و«الارتباط المتزعزع» و«لا ارتباط» بشكلٍ مترادفٍ. لا تكشف تركيباته عن نوع الارتباط المضطرب: اضطراب الارتباط التفاعلي (ICD)، أو الارتباط غير المنظم (آينسورث)، أو شكلان من أشكال الارتباط المتزعزع (آينسورث). ذكر سيرز في عام 1982 «اضطراب عدم الارتباط» مشيرًا إلى سيلما فرايبرغ، وهي محللةٌ نفسيةٌ درست في السبعينيات الأطفال الكفيفين منذ الولادة. تلقى سيرز ومنظمات التربية بالارتباط اللوم والنقد بسبب الوصف الغامض للارتباط المضطرب، ولاستخدامهم معايير تعطي الكثير من النتائج الإيجابية الكاذبة. وينطبق الأمر نفسه على تعريفات العلاج بالارتباط، وهو مفهومٌ يتداخل جزئيًا في كثير من الأحيان مع مفهوم التربية بالارتباط. ابتعد أنصار التربية بالارتباط عن العلاج بالارتباط والطرق التي يستخدمها، لكنهم لم يبتعدوا عن معاييره التشخيصية.
يقدم سيرز تمييزًا بين الارتباط (الجيد) والتورط (السيئ)، لكن مرةً أخرى دون أن يوضح لقرائه كيف يمكنهم تحديد الفرق بينهما بدقة.
لا يوجد مجموعةٌ شاملةٌ من الأبحاث تُظهر تفوق مقاربة سيرز على مقاربة «الأبوة السائدة». لاحظت آينسورث في الدراسات الميدانية في أوغندا معاناة الأطفال الذين يقضون الكثير من الوقت مع أمهاتهم والذين يرضعون رضاعةً طبيعيةً عندما يرغبون من الارتباط المتزعزع أيضًا، وخلُصَت إلى أن كمية التفاعل بين الأم والطفل ليست ما يحدد نوع الارتباط وإنما نوعيته وجودته. لذلك، لا تعتبر إشارة آينسورث لممارسات النوم المشترك، أو ارتداء المواليد، أو الرضاعة عند الإشارة، هذه الممارسات معايير أساسية للارتباط الآمن المطمئن، وإنما تعتبر حساسية الأمهات العامل الأساسي المحدد لذلك.

### الحاجة
توحي نقطة الانطلاق النظرية للتربية بالارتباط -فكرة الاحتمالية- بأن الرضيع عبارةٌ عن مخلوقٍ يعتمد تكوينه بشكلٍ أساسيٍ على المشاعر والتواصل. على الرغم من ذلك، يعرّف ويليام سيرز الأطفال باحتياجاتهم بشكلٍ أكبر. الحاجة هي إذن مصطلحٌ أساسيٌ آخرٌ للتربية بالارتباط تعتمد على تلبية احتياجات الطفل بشكلٍ أساسيٍ.
شكّل علماء النفس مثل إبراهيم ماسلو في أوائل أربعينيات القرن الماضي نماذج مفصلة للاحتياجات الإنسانية، ومنذ ذلك الحين، قام العلماء بتمييزٍ واضحٍ بين الاحتياجات من ناحيةٍ، والرغبات من ناحيةٍ أخرى. في عام 2000، نشر توماس بيري برازيلتون الرائد في مجال علم نفس حديثي الولادة وطبيب الأطفال النفسي ستانلي غرينزبان في كتابهم «احتياجات الأطفال غير القابلة للاختزال» الذي أعادوا فيه تقييم مصطلح طب الأطفال. عندما نشر السيرز كتاب التربية بالارتباط بعد سنةٍ واحدةٍ، لم يعتمدوا على ماسلو ولا على برازيلتون وغرينزبان؛ إذ استخدموا مصطلح «الحاجة» بالمعنى العامي فقط. رغم أنهم شددوا على وجوب تمييز الوالدين بين احتياجات ورغبات الأطفال -وخاصة الأطفال الأكبر سنًا- لكنهم لم يذكروا لقرائهم إرشاداتٍ تساعدهم في التمييز بين الاحتياجات والرغبات. اعتقدوا أن الاحتياجات والرغبات متطابقةٌ بشكلٍ واضحٍ في حالة الأطفال الرضع، ولهذا استخدموا المصطلحين بشكلٍ مترادفٍ. ولكنهم عبروا عن الفرق في حالة الأطفال الصغار بعباراتٍ: الطفل ليس جاهزًا بعد (للاستغناء عن الرضاعة الطبيعية أو النوم المشترك، إلخ). مع ذلك، استمروا في السياقات السابقة بالحديث عن الاحتياجات أيضًا.
يعتقد معارضو التربية بالارتباط أن مطالبة طفلٍ يبلغ من العمر 3 سنوات ونصف بالرضاعة يمكن اعتباره حاجة. قد يسعى الطفل للحصول على عزاءٍ، وإعطاء الطفل الراحة هي مسؤوليةٌ هامةٌ للوالدين، ولكن تعليم طفلهم الشجاعة والتحمل هو مهمتهم أيضًا.

## Notes
1. ↑  "Understanding The Continuum Concept". مؤرشف من الأصل في 2017-12-28. اطلع عليه بتاريخ 2015-01-15.
2. ↑  Solter، Aletha Jauch (1984). The Aware Baby. Goleta, CA: Shining Star Press.; "Aware Parenting Institute". مؤرشف من الأصل في 2017-12-25. اطلع عليه بتاريخ 2016-03-10.
3. ↑  Sears، William؛ Sears، Martha (1993). The baby book : everything you need to know about your baby : from birth to age two. Boston: Little, Brown. "What attachment parenting really means". مؤرشف من الأصل في 2016-03-20. اطلع عليه بتاريخ 2016-03-15.; "Babies Pooping Over Garbage Cans and Hypnotized Toddlers: A Guide to Progressive Parenting". مؤرشف من الأصل في 2016-12-06. اطلع عليه بتاريخ 2016-03-15.
4. ↑  Arnall، Judy. "Attachment Parenting 101" (PDF). مؤرشف من الأصل (PDF) في 2016-10-13. اطلع عليه بتاريخ 2016-03-09.; "Barbara Nicholson, Lysa Parker". مؤرشف من الأصل في 2017-07-06. اطلع عليه بتاريخ 2016-03-09.
5. ↑  Frissell-Deppe، Tammy (1998). Every Parent's Guide to Attachment Parenting: Getting back to basic instincts!. Dracut, MA: J.E.D. Publishing. ISBN:0-9666341-4-4.
6. ↑  Granju، Katie Allison؛ Kennedy، Betsy (1999). Attachment Parenting: Instinctive Care for Your Baby and Young Child. Pocket Books. ISBN:0-671-02762-X. مؤرشف من الأصل في 2020-04-14.
7. ↑  Sears، William (1983) [1982]. Creative Parenting: How to use the new continuum concept to raise children successfully from birth to adolescence. New York: Dodd, Mead & Company. ص. 51. ISBN:0-396-08264-5.; Granju، Katie Allison؛ Kennedy، Betsy (1999). Attachment Parenting: Instinctive Care for Your Baby and Young Child. New York, NY: Pocket Books. ص. 58. ISBN:0-671-02762-X. مؤرشف من الأصل في 2019-12-16.
8. ↑  Sears، William (1983) [1982]. Creative Parenting: How to use the new continuum concept to raise children successfully from birth to adolescence. New York: Dodd, Mead & Company. ص. 96, 188. ISBN:0-396-08264-5.; Sears، Bill؛ Sears، Martha (2001). The Attachment Parenting Book: A Commonsense Guide to Understanding and Nurturing Your Baby. New York, Boston: Little, Brown and Company. ص. 53–56. ISBN:0-316-77809-5. مؤرشف من الأصل في 2019-12-16.
9. ↑  Sears، Bill؛ Sears، Martha (2001). The Attachment Parenting Book: A Commonsense Guide to Understanding and Nurturing Your Baby. New York, Boston: Little, Brown and Company. ص. 56–58. ISBN:0-316-77809-5. مؤرشف من الأصل في 2019-12-16.
10. ↑  Sears، Bill؛ Sears، Martha (2001). The Attachment Parenting Book: A Commonsense Guide to Understanding and Nurturing Your Baby. New York, Boston: Little, Brown and Company. ص. 55f, 60, 120f. ISBN:0-316-77809-5. مؤرشف من الأصل في 2020-04-27.
11. ↑  Sears، Bill؛ Sears، Martha (2001). The Attachment Parenting Book: A Commonsense Guide to Understanding and Nurturing Your Baby. New York, Boston: Little, Brown and Company. ص. 57. ISBN:0-316-77809-5. مؤرشف من الأصل في 2019-12-16.
12. ↑  Sears، Bill؛ Sears، Martha (2001). The Attachment Parenting Book: A Commonsense Guide to Understanding and Nurturing Your Baby. New York, Boston: Little, Brown and Company. ص. 142. ISBN:0-316-77809-5. مؤرشف من الأصل في 2019-12-16.
13. ↑  Sears، William (1983) [1982]. Creative Parenting: How to use the new continuum concept to raise children successfully from birth to adolescence. New York: Dodd, Mead & Company. ص. 120. ISBN:0-396-08264-5.; Sears، Bill؛ Sears، Martha (2001). The Attachment Parenting Book: A Commonsense Guide to Understanding and Nurturing Your Baby. New York, Boston: Little, Brown and Company. ص. 64. ISBN:0-316-77809-5.; Granju، Katie Allison؛ Kennedy، Betsy (1999). Attachment Parenting: Instinctive Care for Your Baby and Young Child. New York, NY: Pocket Books. ص. 290ff. ISBN:0-671-02762-X. مؤرشف من الأصل في 2020-01-10.
14. ↑  Sears، William (1983) [1982]. Creative Parenting: How to use the new continuum concept to raise children successfully from birth to adolescence. New York: Dodd, Mead & Company. ص. 173. ISBN:0-396-08264-5.; Sears، Bill؛ Sears، Martha (2001). The Attachment Parenting Book: A Commonsense Guide to Understanding and Nurturing Your Baby. New York, Boston: Little, Brown and Company. ص. 90, 92–95, 102. ISBN:0-316-77809-5. مؤرشف من الأصل في 2020-04-27.
15. ↑  Sears، Bill؛ Sears، Martha (2001). The Attachment Parenting Book: A Commonsense Guide to Understanding and Nurturing Your Baby. New York, Boston: Little, Brown and Company. ص. 110. ISBN:0-316-77809-5. مؤرشف من الأصل في 2019-12-16.
16. ↑  Sears، Bill؛ Sears، Martha (2001). The Attachment Parenting Book: A Commonsense Guide to Understanding and Nurturing Your Baby. New York, Boston: Little, Brown and Company. ص. 133, 139. ISBN:0-316-77809-5. مؤرشف من الأصل في 2020-04-27.
17. ↑  Kemp، James S.؛ Unger، Benjamin؛ Wilkins، Davida؛ Psara، Rose M.؛ Ledbetter، Terrance L.؛ Graham، Michael A.؛ Case، Mary؛ Thach، Bradley T. (2000). "Unsafe Sleep Practices and an Analysis of Bedsharing Among Infants Dying Suddenly and Unexpectedly: Results of a Four-Year, Population-Based, Death-Scene Investigation Study of Sudden Infant Death Syndrome and Related Deaths". Pediatrics. ج. 106 ع. 3: e41. DOI:10.1542/peds.106.3.e41. PMID:10969125.
18. ↑  Sears، Bill؛ Sears، Martha (2001). The Attachment Parenting Book: A Commonsense Guide to Understanding and Nurturing Your Baby. New York, Boston: Little, Brown and Company. ص. 81. ISBN:0-316-77809-5. مؤرشف من الأصل في 2019-12-16.
19. ↑  Sears، William (1983) [1982]. Creative Parenting: How to use the new continuum concept to raise children successfully from birth to adolescence. New York: Dodd, Mead & Company. ص. 165, 169. ISBN:0-396-08264-5.; "Why do babies cry". مؤرشف من الأصل في 2017-08-16. اطلع عليه بتاريخ 2015-01-29.
20. ↑  Sears، Bill؛ Sears، Martha (2001). The Attachment Parenting Book: A Commonsense Guide to Understanding and Nurturing Your Baby. New York, Boston: Little, Brown and Company. ص. 120, 124. ISBN:0-316-77809-5. مؤرشف من الأصل في 2020-04-14.
21. ↑  Middlemiss، Wendy؛ Granger، Douglas A.؛ Goldberg، Wendy A.؛ Nathans، Laura (أبريل 2012). "Asynchrony of mother–infant hypothalamic–pituitary–adrenal axis activity following extinction of infant crying responses induced during the transition to sleep". Early Human Development. ج. 88 ع. 4: 227–232. DOI:10.1016/j.earlhumdev.2011.08.010.; Mindell، Jodi A.؛ Kuhn، Brett؛ Lewin، Daniel؛ Meltzer، Lisa J.؛ Sadeh، Avi (2006). "Behavioral Treatment of Bedtime Problems and Night Wakings in Infants and Young Children". Sleep. ج. 29 ع. 10: 1263–1276.
22. ↑  Sears، Bill؛ Sears، Martha (2001). The Attachment Parenting Book: A Commonsense Guide to Understanding and Nurturing Your Baby. New York, Boston: Little, Brown and Company. ص. 107. ISBN:0-316-77809-5.; compare Frissell-Deppe، Tammy (1998). Every Parent's Guide to Attachment Parenting: Getting back to basic instincts!. Dracut, MA: J.E.D. Publishing. ص. introduction. ISBN:0-9666341-4-4. مؤرشف من الأصل في 2020-04-14.
23. ↑  Sears، Bill؛ Sears، Martha (2001). The Attachment Parenting Book: A Commonsense Guide to Understanding and Nurturing Your Baby. New York, Boston: Little, Brown and Company. ص. 107–110, 112–117, 143ff. ISBN:0-316-77809-5. مؤرشف من الأصل في 2020-04-14.
24. ↑  Sears، William؛ Sears، Martha (2001). The Attachment Parenting Book: A Commonsense Guide to Understanding and Nurturing Your Baby. New York: Hachette. ص. 5. ISBN:978-0-7595-2603-7.
25. ↑  Sears، Bill؛ Sears، Martha (2001). The Attachment Parenting Book: A Commonsense Guide to Understanding and Nurturing Your Baby. New York, Boston: Little, Brown and Company. ص. 2f, 8, 10, 26f. ISBN:0-316-77809-5. مؤرشف من الأصل في 2019-12-16.
26. ↑  "Attachment Parenting Pros and Cons". مؤرشف من الأصل في 2020-09-11. "The Perils of Attachment Parenting". 10 أغسطس 2014. مؤرشف من الأصل في 2020-09-11. "The science of attachment parenting". مؤرشف من الأصل في 2020-09-11. ""Attunement Parenting"—The New Attachment Parenting". 24 يونيو 2013. مؤرشف من الأصل في 2019-06-16.
27. ↑  Sears، William (1983) [1982]. Creative Parenting: How to use the new continuum concept to raise children successfully from birth to adolescence. New York: Dodd, Mead & Company. ص. 29, 67ff, 107, 184. ISBN:978-0-396-08264-4.; Sears، Bill؛ Sears، Martha (2001). The Attachment Parenting Book: A Commonsense Guide to Understanding and Nurturing Your Baby. New York, Boston: Little, Brown and Company. ص. 2, 5, 7ff. ISBN:978-0-316-77809-1. مؤرشف من الأصل في 2019-12-16.
28. ↑  Sears، William (1983) [1982]. Creative Parenting: How to use the new continuum concept to raise children successfully from birth to adolescence. New York: Dodd, Mead & Company. ص. 43. ISBN:978-0-396-08264-4.
29. ↑  Sears، Bill؛ Sears، Martha (2001). The Attachment Parenting Book: A Commonsense Guide to Understanding and Nurturing Your Baby. New York, Boston: Little, Brown and Company. ص. 5, 8f, 11, 16, 20, 23, 36–39, 45ff, 49, 92, 130. ISBN:978-0-316-77809-1. مؤرشف من الأصل في 2019-12-16.
30. ↑  Sears، Bill؛ Sears، Martha (2001). The Attachment Parenting Book: A Commonsense Guide to Understanding and Nurturing Your Baby. New York, Boston: Little, Brown and Company. ص. 161. ISBN:978-0-316-77809-1. مؤرشف من الأصل في 2019-12-16.
31. ↑  Schechter D.S and E. Willheim (2009). "Disturbances of attachment and parental psychopathology in early childhood". Child and Adolescent Psychiatric Clinics of North America 18 (3): 665–86 نسخة محفوظة 16 ديسمبر 2019 على موقع واي باك مشين.
32. ↑  Talbot، Margaret (24 مايو 1998). "The Disconnected; Attachment Theory: The Ultimate Experiment". The New York Times. The New York Times. مؤرشف من الأصل في 2018-11-30. اطلع عليه بتاريخ 2015-04-14.
33. ↑  Carlson، Vikko (يوليو 1989). "Disorganized/disoriented attachment relationships in maltreated infants". Developmental Psychology. ج. 25 ع. 4: 525–531. DOI:10.1037/0012-1649.25.4.525. مؤرشف من الأصل في 2016-03-05.
34. ↑  van Ijzendoorn، Marinus؛ Schuengel، Carlo؛ Bakermans-Kranenburg، Marian J. (يونيو 1999). "Disorganized attachment in early childhood: Meta-analysis of precursors, concomitants, and sequelae". Development and Psychopathology. ج. 11 ع. 2: 225–250. DOI:10.1017/s0954579499002035. hdl:1887/1530. PMID:16506532. مؤرشف من الأصل في 2016-08-20.
35. ↑  Beebe، Beatrice (2010). "The origins of 12-month attachment: A microanalysis of 4-month mother-infant interaction". Attachment & Human Development. ج. 12 ع. 1–2: 1–135. DOI:10.1080/14616730903338985. PMC:3763737. PMID:20390524.
36. ↑  van Ijzendoorn، M. H.؛ Kroonenberg، P. M. (1988). "Cross-cultural patterns of attachment: A meta-analysis of the strange situation" (PDF). Child Development. ج. 59 ع. 1: 147–156. DOI:10.2307/1130396. hdl:1887/11634. JSTOR:1130396. مؤرشف من الأصل في 2017-09-22.
37. ↑  Sears، William (1983) [1982]. Creative Parenting: How to use the new continuum concept to raise children successfully from birth to adolescence. New York: Dodd, Mead & Company. ص. 71. ISBN:978-0-396-08264-4.
38. ↑  Sears، William (1983) [1982]. Creative Parenting: How to use the new continuum concept to raise children successfully from birth to adolescence. New York: Dodd, Mead & Company. ص. 183. ISBN:978-0-396-08264-4.; Sears، William؛ Sears، Martha (2001). The Attachment Parenting Book : A Commonsense Guide to Understanding and Nurturing Your Baby. New York: Hachette. ص. 16f. ISBN:978-0-7595-2603-7.; "Developing emotional attachments in adopted children". Attachment Parenting International. مؤرشف من الأصل في 2008-07-08. اطلع عليه بتاريخ 2014-01-14.
39. ↑  Prior، Vivien؛ Glaser، Danya (2006). Understanding Attachment and Attachment Disorders : Theory, Evidence and Practice. London: Jessica Kingsley. ص. 186. ISBN:978-1-84310-245-8.; Chaffin، M. (2006). "Report of the APSAC Task Force on Attachment Therapy, Reactive Attachment Disorder, and Attachment Problems". Child Maltreatment. ج. 11 ع. 1: 76–89. DOI:10.1177/1077559505283699. PMID:16382093.
40. ↑  Prior V and Glaser D (2006). Understanding Attachment and Attachment Disorders: Theory, Evidence and Practice. Child and Adolescent Mental Health Series. London: Jessica Kingsley. ص. 186. ISBN:978-1-84310-245-8. OCLC:70663735.; Chaffin، M.؛ Hanson، R؛ Saunders، BE؛ Nichols، T؛ Barnett، D؛ Zeanah، C؛ Berliner، L؛ Egeland، B؛ Newman، E؛ Lyon، T؛ Letourneau، E؛ Miller-Perrin، C (2006). "Report of the APSAC Task Force on Attachment Therapy, Reactive Attachment Disorder, and Attachment Problems". Child Maltreatment. ج. 11 ع. 1: 76–89. DOI:10.1177/1077559505283699. PMID:16382093.
41. ↑  "Is Attachment Parenting the same as attachment therapy?". مؤرشف من الأصل في 2020-09-11. اطلع عليه بتاريخ 2016-03-23. Curtner-Smith، M. E.؛ Middlemiss، W.؛ Green، K.؛ Murray، A. D.؛ Barone، M.؛ Stolzer، J.؛ Parker، L.؛ Nicholson، B. (2006). "An Elaboration on the Distinction Between Controversial Parenting and Therapeutic Practices Versus Developmentally Appropriate Attachment Parenting: A Comment on the APSAC Task Force Report". Child Maltreatment. ج. 11 ع. 4: 373–4, author reply 381–6. DOI:10.1177/1077559506292635. PMID:17043322. مؤرشف من الأصل في 2019-04-14.
42. ↑  Sears، Bill؛ Sears، Martha (2001). The Attachment Parenting Book: A Commonsense Guide to Understanding and Nurturing Your Baby. New York, Boston: Little, Brown and Company. ص. 108f. ISBN:978-0-316-77809-1. مؤرشف من الأصل في 2020-04-14.
43. ↑  Karen، Robert (1998). Becoming Attached: First Relationships and How They Shape Our Capacity of Love. New York, Oxford: Oxford University Press. ص. 139ff. ISBN:978-0-19-511501-7.; Ainsworth، Mary (1967). Infancy in Uganda: Infant Care and the Growth of Love. Johns Hopkins Press. ISBN:978-0801800108.; Kazuko، B.؛ Behrens، Y.؛ Parker، Andrea C.؛ Kulkofsky، Sarah (2014). "Stability of Maternal Sensitivity Across Time and Contexts with Q-Sort Measures". Infant and Child Development. ج. 23 ع. 5: 532–541. DOI:10.1002/icd.1835. {{استشهاد بدورية محكمة}}: الوسيط |مسار أرشيف= بحاجة لـ |مسار= (مساعدة)
44. ↑  Hays، Sharon (1998). "The Fallacious Assumptions and Unrealistic Prescriptions of Attachment Theory: A Comment on 'Parents' Socioemotional Investment in Children'". Journal of Marriage and Family. ج. 60 ع. 3: 782–90. DOI:10.2307/353546. JSTOR:353546.
45. ↑  Sears، William (1983) [1982]. Creative Parenting: How to use the new continuum concept to raise children successfully from birth to adolescence. New York: Dodd, Mead & Company. ص. 162, 182. ISBN:978-0-396-08264-4.; Sears، Bill؛ Sears، Martha (2001). The Attachment Parenting Book: A Commonsense Guide to Understanding and Nurturing Your Baby. New York, Boston: Little, Brown and Company. ص. 12, 84, 90, 95. ISBN:978-0-316-77809-1. مؤرشف من الأصل في 2019-12-16.
46. ↑  Sears، Bill؛ Sears، Martha (2001). The Attachment Parenting Book: A Commonsense Guide to Understanding and Nurturing Your Baby. New York, Boston: Little, Brown and Company. ص. 1, 5, 7f, 10, 27, 31, 41–43, 78, 83f, 106ff, 131, 151, 155, 157. ISBN:978-0-316-77809-1. مؤرشف من الأصل في 2019-12-16.
47. ↑  Sears، Bill؛ Sears، Martha (2001). The Attachment Parenting Book: A Commonsense Guide to Understanding and Nurturing Your Baby. New York, Boston: Little, Brown and Company. ص. 50. ISBN:978-0-316-77809-1. مؤرشف من الأصل في 2020-04-14.
48. ↑  Sears، Bill؛ Sears، Martha (2001). The Attachment Parenting Book: A Commonsense Guide to Understanding and Nurturing Your Baby. New York, Boston: Little, Brown and Company. ص. 9, 28, 31, 101, 115, 118. ISBN:978-0-316-77809-1. مؤرشف من الأصل في 2019-12-16.
49. ↑  Sears، William (1983) [1982]. Creative Parenting: How to use the new continuum concept to raise children successfully from birth to adolescence. New York: Dodd, Mead & Company. ص. 167. ISBN:978-0-396-08264-4.; Sears، Bill؛ Sears، Martha (2001). The Attachment Parenting Book: A Commonsense Guide to Understanding and Nurturing Your Baby. New York, Boston: Little, Brown and Company. ص. 23, 29, 30, 32, 44, 56, 60, 74, 77, 144. ISBN:978-0-316-77809-1. مؤرشف من الأصل في 2020-04-27.
50. ↑  Sears، Bill؛ Sears، Martha (2001). The Attachment Parenting Book: A Commonsense Guide to Understanding and Nurturing Your Baby. New York, Boston: Little, Brown and Company. ص. 63, 97f, 101. ISBN:978-0-316-77809-1.; Granju، Katie Allison؛ Kennedy، Betsy (1999). Attachment Parenting: Instinctive Care for Your Baby and Young Child. New York, NY: Pocket Books. ص. 6. ISBN:978-0-671-02762-9. مؤرشف من الأصل في 2020-01-10.
51. ↑  "Attachment Parenting". مؤرشف من الأصل في 2014-02-27. اطلع عليه بتاريخ 2015-01-23.